# 석지로
석지로(Seokji-ro)는 전북특별자치도 정읍시 부량면 군포교에서 정읍시 태인면 태인사거리를 잇는 14,500km 도로이다

## 주요 경유지
전북특별자치도
- 정읍시 (부량면 . 신태인읍 . 태인면)

## 노선
| 이름                    | 접속 노선                   | 소재지 | 소재지   | 비고                                 |
| ----------------------- | --------------------------- | ------ | -------- | ------------------------------------ |
| 부량교                  |                             | 정읍시 | 부량면   | 국도 제29호선, 국도 제30호선중복구간 |
| (교차로 이름 미상)      | 국도 제29호선 (아리랑로)    | 정읍시 | 부량면   | 국도 제29호선, 국도 제30호선중복구간 |
| 옥정삼거리 (옥정고가교) | 지방도 제711호선 (죽백로)   | 정읍시 | 부량면   | 국도 제29호선, 국도 제30호선중복구간 |
| 옥정 교차로             | 벽골제로                    | 정읍시 | 부량면   | 국도 제29호선, 국도 제30호선중복구간 |
| 양괴 교차로             | 국도 제30호선 (태산로)      | 정읍시 | 신태인읍 |                                      |
| 양덕교                  |                             | 정읍시 | 신태인읍 |                                      |
| 우령삼거리              | 정신로                      | 정읍시 | 신태인읍 |                                      |
| 신태인교                |                             | 정읍시 | 신태인읍 |                                      |
| 금화동사거리            | 지방도 제711호선 (호남철로) | 정읍시 | 신태인읍 |                                      |
| 신태인고사거리          | 지방도 제736호선 (감곡로)   | 정읍시 | 신태인읍 |                                      |
| 우회도로삼거리          | 신태인공단길 신태인중앙길   | 정읍시 | 신태인읍 |                                      |
| 두다리목사거리          | 백산감산로                  | 정읍시 | 신태인읍 |                                      |
| 백산교                  |                             | 정읍시 | 신태인읍 |                                      |
| 원동 교차로             | 국도 제30호선 (태산로)      | 정읍시 | 태인면   |                                      |
| 궁사 교차로             | 국도 제30호선 (태산로)      | 정읍시 | 태인면   |                                      |
| 낙양 교차로             | 개멀길                      | 정읍시 | 태인면   |                                      |
| 고속도로삼거리          | 25호선 논산천안고속도로     | 정읍시 | 태인면   |                                      |
| 기지내사거리            | 태인공단1길                 | 정읍시 | 태인면   |                                      |
| 태인 교차로             | 국도 제1호선 (정읍대로)     | 정읍시 | 태인면   |                                      |
| 태인사거리              | 정읍북로 태인로             | 정읍시 | 태인면   |                                      |

## 주요 시설및 건물
- GS칼텍스 에버그린에너지 (석지로 345/신덕리 95)
- S-OIL 나드리주유소 (석지로 678/우령리 73-1)
- GS칼텍스 무궁화 주유소 (석지로 772/신태인리 479)
- 북부경로당 (석지로 1141/궁사리 195-4)
- 낙양교회 (석지로 1234/낙양리 296)
- 현대오일뱅크 (석지로 1295/오봉리 967-8)
- 태인중학교 (석지로 1469/태성리 627-5)
- 태인고등학교 (석지로 1469/태성리 627-5)
- SK에너지 태인효주유소 (석지로 1471/태성리 573-1)